# 0.0MHz
是一部2019年上映的韩国恐怖片，改編由韓國漫畫家張作並於2012年起開始連載德同名網路漫畫，由《血之期中考2》、《吸血鬼檢察官2》的劉善東導演執導，鄭恩地、李成烈、崔允英、申柱煥及鄭元昌主演。影片講述一群探索超自然懸疑的人們，組成「0.0MHz」同好會，前往一處凶宅所經歷的故事，2019年5月29日在韓國上映。

## 演員陣容

### 主要人物
- 鄭恩地 飾演 俞素姬，從小就能看見鬼神的女主角，且對於每件事都不會有過度誇張的反應。
- 李成烈 飾演 具相燁，理工科系大學生，平常喜歡撰寫小說，喜歡素姬。
- 崔允英 飾演 咸允貞，泰殊的女友，「0.0MHz」同好會成員。
- 申柱煥 飾演 趙漢石，看似搞笑實際心機很重。
- 鄭元昌（朝鲜语：정원창） 飾演 楊泰殊，「0.0MHz」同好會的社長，為人負責果決。

### 其他人物
- 朴明申（朝鲜语：박명신） 飾演 素姬的母親
- 南貞姬（朝鲜语：남정희） 飾演 素姬的奶奶
- 姜泰雄 飾演 相燁的哥哥
- 黃妍姬 飾演 巫婆
- 周珉俊 飾演 超市老闆
- 鄭承弼 飾演 咖啡館老闆
- 崔鉉旭 飾演 電視台PD（聲音出演）
- 金孝恩 飾演 女高中生鬼神
- 吳奎澤 飾演 度假村主人
- 金珍玉 飾演 清潔大嬸
- 金成佑 飾演 急診室醫生
- 李采琳 飾演 急診室患者
- 李聖勳 飾演 上吊女子的父親
- 金蘭姬（朝鲜语：김난희） 飾演 上吊女子的母親
- 李泰俊 飾演 教室裡的學生

## 外部連結
- Daum上《0.0MHz》的資料

- 韩国电影数据库（KMDb）上《0.0MHz》的資料
- 互联网电影数据库（IMDb）上《0.0 Mhz》的资料（英文）
- Yahoo奇摩電影上《0.0MHz》的資料（繁體中文）
- 豆瓣电影上《0.0MHz》的資料 （简体中文）